# Kapan
Kapan (en armeni Կապան, en rus Капан), coneguda com a Ghapan (en armeni Ղափան) durant la Unió Soviètica, és la capital i ciutat més poblada de la província de Siunik (extrem sud d'Armènia). Jau a la falda nord del mont Khustup (muntanya que es pot veure a l'escut de la ciutat), a la vall del riu Voghji. Fundada el segle x, avui en dia té una població de 43.190 habitants (cens 2011). La ciutat és coneguda per ser un important centre miner d'Armènia.

## Etimologia
El mot Kapan deriva de la paraula kapel (կապել), que en armeni significa "tancar", i es creu que fa referència a l'orografia de la ciutat, que està envoltada de cadenes muntanyoses.

## Geografia
Kapan, situat a l'est de l'estreta província de Siunik, és a només 4 km de la frontera amb Azerbaijan (a l'Est), a 80 km de la frontera iraniana (al Sud) i a 35 km de la frontera amb la república autònoma de Nakhtxivan (a l'Oest). L'elevació de Kapan oscil·la entre els 750 i els 1050 metres d'altitud, amb el centre de la ciutat situat a 910 msnm. Per la ciutat hi circula el Vachagan, afluent del riu Voghji. La muntanya més alta de la regió és el Khustup, de 3.206 metres d'altitud.

## Climatologia
Kapan es caracteritza per tenir estius calorosos i hiverns freds. La temperatura màxima mitjana és al juliol i l'agost (29,3 °C) i la temperatura mínima mitjana és al gener (-13 °C). El mes més plujós és el maig, amb una mitja de 96 mm de precipitació i una mitja de 15 dies de pluja al mes.

## Economia
La ciutat depèn principalment de la mineria. L'àrea de la ciutat de Kapan és rica en minerals, i això és conegut des de fa segles (el nom persa, معدن, per a la ciutat significa "mina"). El jaciment més important és la mina d'or de Kapan, que és explotada per la companyia russa Polymetal International. Es calcula que en aquesta mina hi ha unes 1,4 megaunces d'or (5,1 grams per tona), 24 megaunces de plata, 80.000 tones de coure i 270.000 tones de zinc.

## Relacions internacionals
Kapan està agermanat amb els següents pobles i ciutats:
- Glendale, Califòrnia, Estats Units[8]
- Baríssau, Província de Minsk, Belarús